# Милена (Калтанисета)
Милена (итал. Milena) је насеље у Италији у округу Калтанисета, региону Сицилија.
Према процени из 2011. у насељу је живело 2840 становника. Насеље се налази на надморској висини од 438 м.

## Становништво
Према резултатима пописа становништва 2011. у општини је живело 3.178 становника.
| 1951. | 1961. | 1971. | 1981. | 1991. | 2001. | 2011. |
| ----- | ----- | ----- | ----- | ----- | ----- | ----- |
| 5.026 | 4.870 | 3.802 | 3.795 | 3.644 | 3.446 | 3.178 |

## Партнерски градови
- Екс ле Бен